# Konstantinos Kariotis
Konstantinos Kariotis (en griego: Κωνσταντίνος Καργιώτης; Stuttgart, RFA, 1 de octubre de 1971) es un deportista griego que compitió en remo. Ganó una medalla de bronce en el Campeonato Mundial de Remo de 1997, en la prueba de dos con timonel.

## Palmarés internacional
| Campeonato Mundial | Campeonato Mundial     | Campeonato Mundial | Campeonato Mundial |
| Año                | Lugar                  | Medalla            | Prueba             |
| ------------------ | ---------------------- | ------------------ | ------------------ |
| 1997               | Aiguebelette (Francia) | Medalla de bronce  | Dos con timonel    |